# Odontocymbiola diannae
Odontocymbiola diannae is een slakkensoort uit de familie van de Volutidae. De wetenschappelijke naam van de soort werd voor het eerst geldig gepubliceerd in 2021 door T. Cossignani, Allary en P. G. Stimpson.